# Brunswick (Wisconsin)
Brunswick – miasto w Stanach Zjednoczonych, w stanie Wisconsin, w hrabstwie Eau Claire.